# Percolaus
Percolaus is een geslacht van kevers uit de familie van de loopkevers (Carabidae). De wetenschappelijke naam van het geslacht is voor het eerst geldig gepubliceerd in 1882 door Bates.

## Soorten
Het geslacht Percolaus omvat de volgende soorten:
- Percolaus championi Bates, 1882
- Percolaus guillermo (Ball & Roughley, 1982)